# Muszkatołowcowate
Muszkatołowcowate, muszkatowcowate (Myristicaceae R. Br.) – rodzina roślin drzewiastych i krzewiastych z około 475 gatunkami zaliczanymi do 20–21 rodzajów. Występują na obszarach międzyzwrotnikowych, przy czym zasięgi poszczególnych rodzajów mieszczą się z reguły w którymś z trzech centrów występowania – w Azji wraz z północną Australią i Oceanią, w Afryce wraz z Madagaskarem oraz na kontynentach amerykańskich. We florze Polski brak przedstawicieli tej rodziny. Wielu przedstawicieli rodziny ma duże znaczenie gospodarcze. Najbardziej rozpowszechnionym w uprawie gatunkiem jest muszkatołowiec korzenny Myristica fragrans, z którego nasion pozyskuje się gałkę muszkatołową. Poza tym do rodziny tej należy szereg innych roślin przyprawowych, owocowych, leczniczych i dostarczających drewna.

## Morfologia

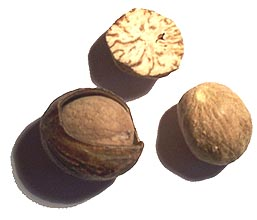
Nasiona muszkatołowca korzennego – gałka muszkatołowa

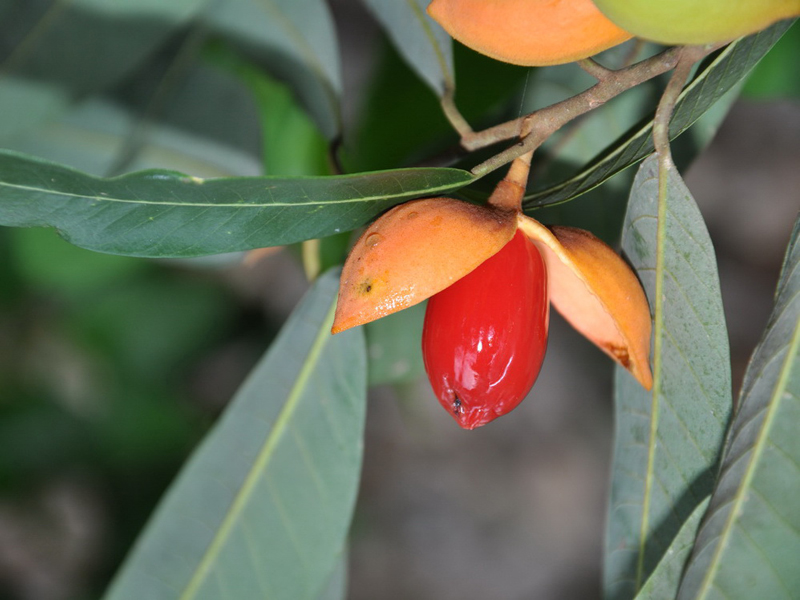
Owoc i nasiono w osnówce Knema globularia

PokrójDrzewa, rzadziej krzewy. Rośliny wyróżniają się obecnością czerwonego soku, wydłużonymi i czerwonawymi pąkami szczytowymi. Główna oś pędu jest zwykle wyprostowana, a odgałęzienia skupione są w pozornych okółkach i rozpościerają się promieniście.
LiścieZimozielone. Wyrastają naprzemianlegle w dwóch rzędach, pozbawione są przylistków. Są całobrzegie i niepodzielone. Ogonek jest zwykle krótki, a blaszka od spodu sinawa, skórzasta. Często w różnym stopniu uszkadzana jest przez owady, co wskazywane jest jako cecha wyróżniająca dla rodziny. Często też blaszka jest przezroczyście punktowana.
KwiatyZwykle drobne (o średnicy poniżej 1 cm) i jednopłciowe, przy czym rośliny są jednopienne i dwupienne. Kwiaty skupione są w pęczkach tworzących złożone wiechy, grona, wierzchotki i główki. Luźne kwiatostany o długich szypułkach występują u amerykańskich przedstawicieli rodziny i w azjatyckim rodzaju Horsfieldia. Skrócenie szypułek dające efekt główkowatego baldachu nastąpiło w rodzaju Scyphocephalium, a typowe główki występują w rodzajach Brochoneura i Pycnanthus. Elementy kwiatu ułożone są w okółkach (inaczej niż u innych przedstawicieli rzędu magnoliowców, gdzie zwykle mają układ spiralny). Okwiat zbudowany jest zwykle z 3, rzadziej 2, 4 lub 5 zrośniętych listków, barwy żółtawobiałej, rzadziej żółtej, pomarańczowej do czerwonej. W kwiatach męskich pręciki są zrośnięte w kolumienkę (wyjątkiem są niektórzy przedstawiciele rodzaju Compsoneura, u których wolne pręciki zagięte są do środka kwiatu). Kolumienka może być smukła i wydłużona (rodzaje Myristica, Virola i Iryanthera), lub krótka (Horsfieldia). W rodzaju Knema kolumienkę tworzą tylko nitki pręcików i jest ona na szczycie spłaszczona, a wolne pylniki są rozpostarte parasolowato wokół. Pręcików jest w sumie od 2 do 40. Główka składa się z dwóch zewnątrzpylnych pylników, pękających podłużnie.
Kwiaty żeńskie posiadają jeden słupek z gruboośrodkowym, anatropowym zalążkiem. Zalążnia jest górna, szyjka słupka krótka lub jej brak, znamię dwudzielne lub dyskowate.
OwoceMięsisty lub suchy, drewniejący. Jako powstający z jednego owocolistka i pękający dwuklapowo określany jest strąkiem lub pękającą (!) jagodą. Po pęknięciu owocni odsłania się pojedyncze nasiono, zwykle otoczone czerwoną osnówką (różnie wykształconą u różnych gatunków). Samo nasiono otacza też wielowarstwowa łupina nasienna. Wnętrze wypełnia przede wszystkim bielmo – zarodek jest drobny.

## Systematyka
Pozycja systematyczna według Angiosperm Phylogeny Website (aktualizowany system APG IV z 2016)
Klad bazalny w obrębie rzędu magnoliowców:
|  | degeneriowate Degeneriaceae     |
|  |                                 |
|  | himantandrowate Himantandraceae |
|  |                                 |

|  | Eupomatiaceae            |
|  |                          |
|  | flaszowcowate Annonaceae |
|  |                          |

|  | degeneriowate Degeneriaceae     |
|  |                                 |
|  | himantandrowate Himantandraceae |
|  |                                 |

|  | Eupomatiaceae            |
|  |                          |
|  | flaszowcowate Annonaceae |
|  |                          |

|  | degeneriowate Degeneriaceae     |
|  |                                 |
|  | himantandrowate Himantandraceae |
|  |                                 |

|  | Eupomatiaceae            |
|  |                          |
|  | flaszowcowate Annonaceae |
|  |                          |

|  | degeneriowate Degeneriaceae     |
|  |                                 |
|  | himantandrowate Himantandraceae |
|  |                                 |

|  | Eupomatiaceae            |
|  |                          |
|  | flaszowcowate Annonaceae |
|  |                          |

|  | degeneriowate Degeneriaceae     |
|  |                                 |
|  | himantandrowate Himantandraceae |
|  |                                 |

|  | Eupomatiaceae            |
|  |                          |
|  | flaszowcowate Annonaceae |
|  |                          |

|  | degeneriowate Degeneriaceae     |
|  |                                 |
|  | himantandrowate Himantandraceae |
|  |                                 |

|  | Eupomatiaceae            |
|  |                          |
|  | flaszowcowate Annonaceae |
|  |                          |

|  | degeneriowate Degeneriaceae     |
|  |                                 |
|  | himantandrowate Himantandraceae |
|  |                                 |

|  | Eupomatiaceae            |
|  |                          |
|  | flaszowcowate Annonaceae |
|  |                          |

|  | degeneriowate Degeneriaceae     |
|  |                                 |
|  | himantandrowate Himantandraceae |
|  |                                 |

|  | Eupomatiaceae            |
|  |                          |
|  | flaszowcowate Annonaceae |
|  |                          |

Inne systemy klasyfikacyjne
W systemie Reveala (1999) rodzina zaliczona została do monotypowego rzędu muszkatołowców. Takie samo ujęcie miała w systemie Takhtajana z 1997. W systemie Cronquista (1981) była jedną z rodzin rzędu magnoliowców.
Wykaz rodzajów według The Plant List
- Bicuiba W.J.de Wilde
- Brochoneura Warb.
- Cephalosphaera Warb.
- Coelocaryon Warb.
- Compsoneura (DC.) Warb.
- Doyleanthus Sauquet
- Endocomia W.J.de Wilde
- Gymnacranthera Warb.
- Haematodendron Capuron
- Horsfieldia Willd.
- Iryanthera Warb.
- Knema Lour.
- Mauloutchia Warb.
- Myristica Gronov. – muszkatołowiec
- Osteophloeum Warb.
- Otoba (DC.) H.Karst.
- Paramyristica W.J. de Wilde
- Pycnanthus Warb.
- Scyphocephalium Warb.
- Staudtia Warb.
- Virola Aubl.

## Zastosowanie

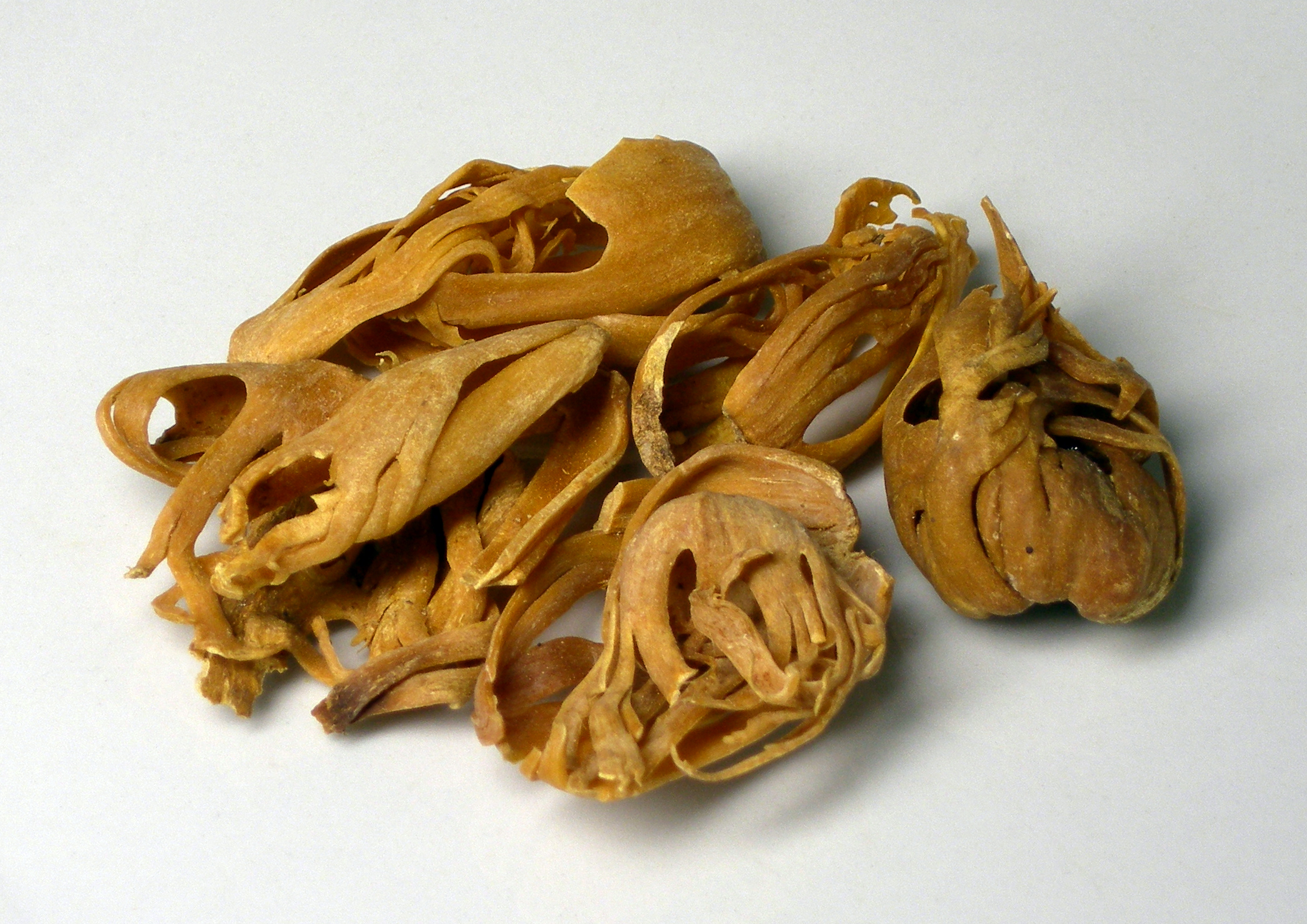
Macis – przyprawa z osnówek nasion muszkatołowca korzennego

Szczególnie duże znaczenie ekonomiczne ma muszkatołowiec korzenny Myristica fragrans, który po złamaniu monopolu Holenderskiej Kompanii Wschodnioindyjskiej na uprawę tego gatunku w 1843 rozprzestrzeniony został w całym obszarze tropikalnym. Nasiona tego gatunku służą przede wszystkim do wyrobu przyprawy – gałki muszkatołowej (stosowanej także jako narkotyk halucynogenny). Z uzyskiwanego z nich tłuszczu wyrabia się także masło muszkatowe. Osnówka otaczająca nasiona to przyprawa zwana macis (często fałszowana podobną, a nie mającą aromatu osnówką Myristica malabarica – tzw. bombay-macis). Podobną do gałki muszkatołowej tzw. gałkę papua pozyskuje się z Myristica argentea i Myristica neglecta rosnących na Nowej Gwinei oraz Myristica succedanea z Moluków.
Owocnie z rodzajów Myristica i Horsfieldia są jadalne, przyrządzane z octem i cukrem.
Znaczenie lecznicze w Afryce ma Pycnanthus kombo, z którego nasion pozyskuje się tłuszcz służący do leczenia chorób skóry. Nasiona Brochoneura acuminata z Madagaskaru są wykorzystywane do leczenia chorób przewodu pokarmowego. Sok mleczny z naciętych pni Myristica cumingii na Filipinach stosowany bywa w schorzeniach jamy ustnej. Szereg gatunków użytkowanych jest leczniczo w Ameryce Południowej przez Indian. Żywica z roślin z rodzaju Virola służy do zatruwania strzał, a sok mleczny ma działanie halucynogenne.
Tłuszcz z nasion roślin z rodzaju Virola, zwanych „orzechami olejowymi”, służy do wyrobu świec i mydła. Osnówkami nasion z rodzaju Horsfieldia barwi się zęby na czerwono na wyspie Ambon.
Liczne gatunki dostarczają także wartościowego drewna. Tak jest w przypadku drzew z rodzaju muszkatołowiec. Duże znaczenie ma też: Horsfieldia irya (drewno doskonale nadające się do polerowania), Otoba novogranatensis (drewno odporne na działanie szkodników, ważny surowiec w budownictwie na terenie Kolumbii), Pycnanthus kombo (wykorzystywane do wyrobu łodzi).